# 岩原山
岩原山（いわはらやま）は、兵庫県宝塚市にある標高573mの山である。六甲山地の山の一つ。瀬戸内海国立公園に属している。

## 概要
六甲山地の東縦走路の北方に存在する。宝塚市の最高峰である。登山道は六甲最高峰から一軒茶屋を過ぎたところから東縦走路に入るか、宝塚駅から塩尾寺を経由して同じく東縦走路に入り、途中の分岐点から登るのが一般的である。頂上からの展望はない。